# Еловка (Нижегородская область)
Ело́вка — деревня в Вачском районе Нижегородской области. Входит в состав Новосельского сельсовета.

## История
Деревня впервые упоминается в писцовых книгах 1629-30 годов в составе Арефинского прихода, в ней было 11 дворов крестьянских, 5 бобыльских и 3 пустых.
В конце XIX — начале XX века деревня входила в состав Арефинской волости Муромского уезда Владимирской губернии. В 1859 году в деревне числилось 20 дворов, в 1905 году — 13 дворов, в 1926 году — 16 дворов.
С 1929 года деревня входила в состав Шишикинского сельсовета Вачского района Горьковского края, с 1931 года — в составе Большезагаринского сельсовета, с 1936 года — в составе Горьковской области, с 1960 года — в составе Арефинского сельсовета.

## Население
| 1859 | 1905 | 1926 | 1999 | 2002 | 2010 |
| ---- | ---- | ---- | ---- | ---- | ---- |
| 139  | ↘68  | ↗104 | ↘2   | ↘0   | →0   |